# Mathieu Bléville

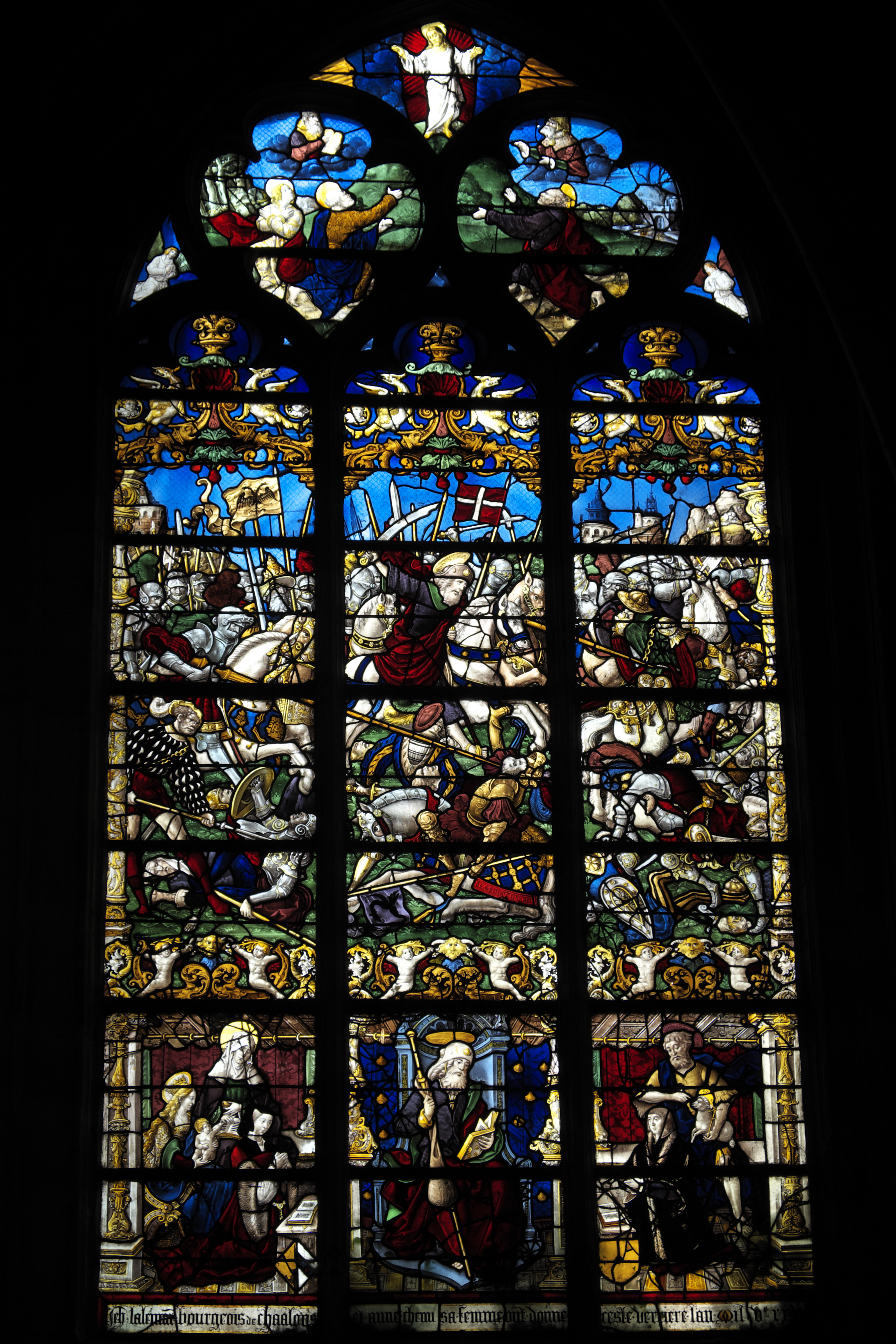
Schlacht von Clavijo, Bleiglasfenster in der Kirche Notre-Dame-en-Vaux in Châlons-en-Champagne

Mathieu Bléville (vor 1521 in Saint-Quentin – nach 1533) war ein französischer Glasmaler der Renaissance. Anhand seiner Arbeiten kann er in der Zeit von 1521 bis 1533 nachgewiesen werden.

## Werke
- mehrere Fenster in der Kirche St-Quentin in Saint-Quentin (datiert 1521 und 1533)
- mehrere Fenster in der Kirche Notre-Dame-en-Vaux in Châlons-en-Champagne (um 1525, mit Signatur von Mathieu Bléville)
  - siehe Schlacht von Clavijo und Verherrlichung der Jungfrau
- Fenster in der Kirche Notre-Dame in La Ferté-Milon (1528, mit Signatur von Mathieu Bléville)
- Fenster in der Kirche von Bucy-le-Long

## Vortrag
- Images et décors : Mathieu Bléville, peintre verrier de Saint-Quentin - Michel Herold Université de Picardie Jules Verne - Colloque Trame - Picardie Flamboyante du 21/11/2012 au 23/11/2012